# Roberto José Battaglia
Roberto José Battaglia (San Paolo, 10 novembre 1940) è un ex calciatore brasiliano, di ruolo attaccante.

## Carriera
Arrivato alla Juventus nella stagione 1962-1963, viene subito ceduto in prestito al Catania con cui disputa due stagioni in Serie A.
I bianconeri decidono quindi di mandarlo all'Atalanta, con la cui maglia gioca 6 partite di campionato.
Battaglia torna poi in Brasile.